# Ґулак (Сіяхкаль)
Ґулак (перс. گولك) — село в Ірані, у дегестані Дейламан, у бахші Дейламан, шагрестані Сіяхкаль остану Ґілян. За даними перепису 2006 року, його населення становило 466 осіб, що проживали у складі 129 сімей.

## Клімат
Середня річна температура становить 12,04°C, середня максимальна – 27,53°C, а середня мінімальна – -4,57°C. Середня річна кількість опадів – 466 мм.
| Клімат поселення                              | Клімат поселення | Клімат поселення | Клімат поселення | Клімат поселення | Клімат поселення | Клімат поселення | Клімат поселення | Клімат поселення | Клімат поселення | Клімат поселення | Клімат поселення | Клімат поселення | Клімат поселення |
| Показник                                      | Січ.             | Лют.             | Бер.             | Квіт.            | Трав.            | Черв.            | Лип.             | Серп.            | Вер.             | Жовт.            | Лист.            | Груд.            |                  |
| Середній максимум, °C                         | 8,03             | 8,80             | 11,30            | 17,20            | 21,13            | 25,57            | 27,04            | 27,53            | 24,84            | 20,09            | 14,04            | 9,24             |                  |
| Середня температура, °C                       | 1,73             | 2,50             | 5,01             | 10,92            | 14,84            | 19,28            | 21,61            | 22,11            | 19,42            | 14,65            | 8,61             | 3,79             |                  |
| Середній мінімум, °C                          | −4,57            | −3,8             | −1,29            | 4,61             | 8,54             | 12,98            | 16,18            | 16,68            | 13,99            | 9,24             | 3,17             | −1,63            |                  |
| Норма опадів, мм                              | 43               | 43               | 66               | 49               | 35               | 14               | 14               | 14               | 22               | 49               | 57               | 60               |                  |
| Середньомісячна швидкість вітру, м/с          | 2.04             | 2.53             | 2.78             | 3.05             | 2.64             | 2.38             | 2.34             | 2.09             | 2.01             | 1.94             | 2.08             | 2.01             |                  |
| Середньомісячна сонячна радіація, кДж/м²·день | 7578             | 9954             | 12345            | 16521            | 20577            | 23273            | 23443            | 20349            | 17171            | 12258            | 9259             | 7239             |                  |
| --------------------------------------------- | ---------------- | ---------------- | ---------------- | ---------------- | ---------------- | ---------------- | ---------------- | ---------------- | ---------------- | ---------------- | ---------------- | ---------------- | ---------------- |
| Джерело:                                      |                  |                  |                  |                  |                  |                  |                  |                  |                  |                  |                  |                  |                  |